# Better Than Cash Alliance
Better Than Cash Alliance (auf Deutsch: „Besser-als-Bargeld-Bündnis“) ist eine weltweite Vereinigung von Regierungen, Unternehmen und internationalen Organisationen, die den Übergang des Barzahlungsverkehrs zu digitaler Zahlungsweise beschleunigen will. Gegründet wurde die Allianz 2012. Gründungsmitglieder umfassen die Regierungen Kolumbiens, Kenias, Perus und der Philippinen, sowie CARE, Concern Worldwide, Mercy Corps, das Entwicklungsprogramm der Vereinten Nationen und das Welternährungsprogramm der Vereinten Nationen.
Das Sekretariat der Allianz arbeitet eng mit den Mitgliedern – Regierungen, Unternehmen und weiteren Internationalen Organisationen – zusammen, welche sich dazu bekannt haben, den Zahlungsverkehr zu digitalisieren, um die Effizienz und Transparenz von Transaktionen zu erhöhen, die wirtschaftliche und finanzielle Teilhabe von Frauen zu fördern, und dabei zu helfen, digitale und inklusive Volkswirtschaften zu entwickeln. Mitglieder der Better Than Cash Alliance verfolgen nicht das Ziel, physisches Bargeld abzuschaffen, sondern möchten verantwortungsbewusste digitale alternative Zahlungsmöglichkeiten schaffen, welche sich als „besser als Bargeld“ erweisen.
Das Sekretariat der Allianz begleitet die Mitglieder auf deren Weg der Digitalisierung ihres Zahlungsverkehrs, indem es:
- Nach den Bedarfen der Mitglieder ausgerichtete Beratungsleistungen bereitstellt.
- Handlungsorientierte Forschungsergebnisse teilt und den Austausch zur verantwortungsbewussten Implementierung des digitalen Zahlungsverkehrs fördert.
- Auf nationalen, regionalen und globalen Ebenen für eine verantwortungsbewusste Digitalisierung im Zahlungsverkehr eintritt.

Zu den Gründungsgeldgebern der Allianz gehören die Bill & Melinda Gates Foundation, Citi, die Ford Foundation, das Omidyar Network, der United Nations Capital Development Fund, USAID und Visa Inc. Weitere Geldgeber umfassen das Bundesministerium für wirtschaftliche Zusammenarbeit und Entwicklung (BMZ), die Mastercard Foundation, die Swedish International Development Cooperation Agency (Sida), und das Schweizer Staatssekretariat für Wirtschaft (SECO).
Die Allianz bezeichnet sich als Organisation, die ihren Sitz bei den Vereinten Nationen hat („Based at the United Nations“), da der Kapitalentwicklungsfonds der Vereinten Nationen an seinem Hauptsitz in New York die Räume für das Sekretariat zur Verfügung stellt.
Die Allianz hat 80 Mitglieder. Sie arbeitet mit der UNO und anderen globalen Organisationen zusammen, insbesondere der Global Partnership for Financial Inclusion GPFI der G20.
Die deutsche Bundesregierung hat die Better Than Cash Alliance in den Jahren 2016–2018 mit insgesamt 500.000 Euro unterstützt.

## Mitglieder
Zu den beteiligten Staaten, Unternehmen und Organisationen gehören:

### Staaten
- Afghanistan
- Äthiopien
- Äquatorialguinea
- Bangladesch
- Benin
- Dominikanische Republik
- Elfenbeinküste
- Fidschi
- Ghana
- Indien
- Indonesien
- Jordanien
- Kenia
- Kolumbien
- Liberia
- Malawi
- Mexiko
- Moldau
- Nepal
- Pakistan
- Papua-Neuguinea
- Paraguay
- Peru
- Philippinen
- Ruanda
- Salomonen
- Senegal
- Sierra Leone
- Sudan
- Uganda
- Uruguay
- Vietnam

### Unternehmen
- Coca-Cola
- Ethical Tea Partnership
- Gap Inc.
- Grupo Bimbo
- H&M
- Inditex
- Marks & Spencer
- PVH
- Target
- Unilever
- World Cocoa Foundation

### Internationale Organisationen
- Agricultural Cooperative Development International/Volunteers in Overseas Cooperative Assistance
- Arab Monetary Fund (AMF)
- Bevölkerungsfonds der Vereinten Nationen (UNFPA)
- CARE International
- Catholic Relief Services
- Chemonics International
- Clinton Foundation
- Concern Worldwide
- European Bank for Reconstruction and Development
- Ernährungs- und Landwirtschaftsorganisation der Vereinten Nationen (FAO)
- Grameen Foundation
- Interamerikanische Entwicklungsbank
- International Rescue Committee
- MEDA
- Mercy Corps
- Internationaler Fonds für landwirtschaftliche Entwicklung (IFAD)
- Internationale Arbeitsorganisation (ILO)
- Internationale Fernmeldeunion (ITU)
- Save the Children
- Self-Employed Women’s Association
- Global Fund to Fight AIDS, Tuberculosis and Malaria
- Hoher Flüchtlingskommissar der Vereinten Nationen (UNHCR)
- United Nations Development Programme (UNDP)
- United Nations Educational, Scientific and Cultural Organization (UNESCO)
- UNICEF
- UN-Sekretariat
- Universal Postal Union
- UN Women
- Women’s World Banking
- World Food Programme
- World Savings Banks Institute

## Gründe für die Digitalisierung des Zahlungsverkehrs
Laut der World Bank Global Findex 2017 Studie sind ungefähr 1,7 Milliarden Erwachsene ohne Zugang zum formalen Finanzsystem, da sie weder ein Konto bei einem Finanzinstitut noch einem Mobile-Money Anbieter besitzen. Dieser Ausschluss vom formalen Finanzsystem ist insbesondere bei von Armut betroffenen Menschen zu finden sowie in Schwellen- und Entwicklungsländern. Durch den fehlenden Zugang zu grundlegenden Finanzdienstleistungen sind diese Menschen in ihren Möglichkeiten eingeschränkt Geld zu verdienen, sich vor Krisensituationen zu schützen und für die Zukunft vorzusorgen. Darüber hinaus, so nach Schätzungen der International Finance Corporation (IFC), besitzen ungefähr 65 Millionen Unternehmen, gleichbedeutend mit 40 % der registrierten Mikro-, Kleinen- und Mittleren Unternehmen in Entwicklungsländern, einen nicht gedeckten jährlichen Finanzierungsbedarf von ca. 5,2 Billionen US-Dollar.
Mit den aufkommenden Digitalisierungsmöglichkeiten befindet sich auch die Einbindung von Menschen ins formale Finanzsystem im Aufschwung. Die Global Findex 2017 Studie zeigt, dass seit 2011 rund 1,2 Milliarden Erwachsene Zugang zu einem Konto erhalten haben. Zwischen 2014 und 2017 ist der Anteil an Erwachsenen mit Zugang zu einem Konto bei einem Finanzinstitut oder einem Mobile-Money Anbieter weltweit von 62 % auf 69 % angestiegen.
Jedoch belaufen sich die täglichen Bargeldtransaktionen in Schwellen- und Entwicklungsländern, darunter Gehaltszahlungen, Sozialleistungen, humanitäre Hilfszahlungen sowie Zahlungen an Lieferanten und Landwirte, gegenwärtig noch immer auf Milliarden von US-Dollar. Diesen Zahlungsverkehr zu digitalisieren kann das Leben von Menschen mit niedrigen Einkommen verbessern, insbesondere von Frauen, welche im Vergleich zu Männern einen größeren Anteil des informellen Arbeitssektors in Ländern mit niedrigem und unterem mittleren Einkommen ausmachen. Zudem ermöglicht ein digitaler Zahlungsverkehr, dass Regierungen, Unternehmen und Internationale Organisationen ihre Zahlungen günstiger, sicherer und transparenter durchführen und erhalten können, was dabei hilft, inklusive Volkswirtschaften zu entwickeln.
Beispielsweise haben digitale Finanzdienstleistungen die Möglichkeiten für Millionen von Frauen auf der ganzen Welt verbessert. Über 240 Millionen Frauen zusätzlich besitzen mittlerweile ein Konto bei einem Finanzinstitut oder einem Mobile-Money Anbieter, im Vergleich zu 2014. Inklusive digitale Finanzdienstleistungen beziehen sich auf Mobile-Money Dienste, Online-Konten sowie elektronische Zahlungen, Versicherungen und Kredite bzw. deren Kombinationen, und auf neue Fintech Applikationen, welche Menschen ohne bisherigen Zugang zum formalen Finanzsystem mit Finanzdienstleistungen versorgen können. Eine verantwortungsbewusste und vorausschauend durchgeführte digitale Einbindung von Menschen ins formale Finanzsystem, welche einer adäquaten Regulierung unterliegt, ist nicht nur wachstumsfördernd, sondern trägt zudem zum Fortschritt zur Erreichung vieler der Ziele für nachhaltige Entwicklung der Vereinten Nationen bei.
Während der COVID-19-Pandemie 2020 beschleunigten viele Regierungen weltweit die Digitalisierung ihres Zahlungsverkehrs, um Hilfszahlungen schneller und sicherer an ihre Bevölkerung zu bringen und deren Einbindung ins Finanzsystem weiter voranzutreiben. Um sicherzustellen, dass diese Arten von Transfers verantwortungsbewusst implementiert werden, wurden Empfehlungen zum Umgang mit den damit verbundenen Risiken von internationalen Schlüsselorganisationen in diesem Bereich entwickelt, darunter die Better Than Cash Alliance, wobei finanzielle Gleichberechtigung eines der Hauptziele darstellt.

## Kritik
Nach Ansicht des Wirtschaftsjournalisten Norbert Häring dient die Allianz vor allem den geschäftlichen Interessen großer Unternehmen aus der Finanzbranche und der IT-Branche. Er kritisiert zudem: Digitale Bezahlverfahren würden „als einer der Haupttreiber für die Einführung und Ausweitung biometrischer Identifizierung im Alltag genutzt – durch Fingerabdrücke, Gesichtserkennung und künftig vielleicht sogar DNA.“